# Революційний уряд Республіки Індонезії
Революційний уряд Республіки Індонезії (індонез. Pemerintah Revolusioner Republik Indonesia/PRRI) — уряд, утворений в результаті повстання індонезійської армії проти влади Сукарно 1958 року.

## Передумови та перебіг повстання
До 1958 року всередині індонезійської армії тривала боротьба між різними угрупованнями, частина з яких вимагала надання автономії деяким регіонам країни, зокрема Суматрі. До моменту початку протиурядового повстання не всі з тих вимог були виконані.
15 лютого 1958 року підполковник Ахмад Хуссейн у Букітінгі оголосив про створення Революційного уряду Республіки Індонезії та про перехід до нього всієї влади в країні. Очолив уряд Шафруддін Правіранегара. Повстанців підтримали місцеві уряди регіонів Суматри.
Уряд у Джакарті негайно відрядив війська для придушення повстання. Одночасно трьох його організаторів булло звільнено з лав збройних сил. Начальник штабу індонезійської армії Абдул Харіс Насутіон оголосив про те, що територіальні армійські підрозділи на Суматрі переходять під його безпосереднє командування. Невдовзі більша частина острова знову перейшла під контроль урядових військ. Урядова армія отримала велику кількість зброї, залишеної повстанцями.